# Leptospermum
Leptospermum, biljni rod iz porodice mirtovki raširen poglavito po Australiji. Pripada mu ukupno 87 vrsta i jedan hibrid
Poznatiji predstavnik je medonosno i ukrasno drvo ili grm manuka, invazivna vrsta najpoznatija po dobivanju najskupljeg i najkvalitetnijeg meda.

## Vrste
1. Leptospermum anfractum A. R. Bean
2. Leptospermum arachnoides Gaertn.
3. Leptospermum argenteum J. Thomps.
4. Leptospermum barneyense A. R. Bean
5. Leptospermum benwellii A. R. Bean
6. Leptospermum blakelyi J. Thomps.
7. Leptospermum brachyandrum (F. Muell.) Druce
8. Leptospermum brevipes F. Muell.
9. Leptospermum confertum J. Thomps.
10. Leptospermum continentale J. Thomps.
11. Leptospermum coriaceum (Miq.) Cheel
12. Leptospermum crassifolium J. Thomps.
13. Leptospermum deanei J. Thomps.
14. Leptospermum deuense J. Thomps.
15. Leptospermum divaricatum Schauer
16. Leptospermum emarginatum H. L. Wendl. ex Link
17. Leptospermum epacridioideum Cheel
18. Leptospermum erubescens Schauer
19. Leptospermum exsertum J. Thomps.
20. Leptospermum fastigiatum S. Moore
21. Leptospermum glabrescens N. A. Wakef.
22. Leptospermum glaucescens S. Schauer
23. Leptospermum grandiflorum Lodd.
24. Leptospermum grandifolium Sm.
25. Leptospermum gregarium J. Thomps.
26. Leptospermum incanum Turcz.
27. Leptospermum inelegans J. Thomps.
28. Leptospermum javanicum Blume
29. Leptospermum jingera Lyne & Crisp
30. Leptospermum juniperinum Sm.
31. Leptospermum laevigatum (Gaertn.) F. Muell.
32. Leptospermum lamellatum J. Thomps.
33. Leptospermum lanigerum (Aiton) Sm.
34. Leptospermum liversidgei R. T. Baker & H. G. Sm.
35. Leptospermum luehmannii F. M. Bailey
36. Leptospermum macgillivrayi J. Thomps.
37. Leptospermum macrocarpum (Maiden & Betche) J. Thomps.
38. Leptospermum madidum A. R. Bean
39. Leptospermum maxwellii S. Moore
40. Leptospermum microcarpum Cheel
41. Leptospermum micromyrtus Miq.
42. Leptospermum minutifolium (Benth.) C. T. White
43. Leptospermum morrisonii J. Thomps.
44. Leptospermum multicaule A. Cunn.
45. Leptospermum myrsinoides Schltdl.
46. Leptospermum myrtifolium Sieber ex DC.
47. Leptospermum namadgiensis Lyne
48. Leptospermum neglectum J. Thomps.
49. Leptospermum nitens Turcz.
50. Leptospermum nitidum Hook. fil.
51. Leptospermum novae-angliae J. Thomps.
52. Leptospermum obovatum Sweet
53. Leptospermum oligandrum Turcz.
54. Leptospermum oreophilum J. Thomps.
55. Leptospermum pallidum A. R. Bean
56. Leptospermum parviflorum Valeton
57. Leptospermum parvifolium Sm.
58. Leptospermum petersonii F. M. Bailey
59. Leptospermum petraeum J. Thomps.
60. Leptospermum polyanthum J. Thomps.
61. Leptospermum polygalifolium Salisb.
62. Leptospermum purpurascens J. Thomps.
63. Leptospermum recurvum Hook. fil.
64. Leptospermum riparium D. J. Morris
65. Leptospermum roei Benth.
66. Leptospermum rotundifolium (Maiden & Betche) F. A. Rodway
67. Leptospermum rupestre Hook. fil.
68. Leptospermum rupicola J. Thomps.
69. Leptospermum scoparium Forst.
70. Leptospermum sejunctum J. Thomps.
71. Leptospermum semibaccatum Cheel
72. Leptospermum sericatum Lindl.
73. Leptospermum sericeum Labill.
74. Leptospermum speciosum Schauer
75. Leptospermum spectabile J. Thomps.
76. Leptospermum sphaerocarpum Cheel
77. Leptospermum spinescens Endl.
78. Leptospermum squarrosum Gaertn.
79. Leptospermum subglabratum J. Thomps.
80. Leptospermum subtenue J. Thomps.
81. Leptospermum thompsonii J. Thomps.
82. Leptospermum trinervium (Sm.) J. Thomps.
83. Leptospermum turbinatum J. Thomps.
84. Leptospermum variabile J. Thomps.
85. Leptospermum venustum A. R. Bean
86. Leptospermum whitei Cheel
87. Leptospermum wooroonooran F. M. Bailey
88. Leptospermum × violipurpureum W. Harris, M. I. Dawson & Heenan

## Sinonimi
- Agonomyrtus Schauer ex Rchb.
- Fabricia Gaertn.
- Macklottia Korth.
- Leptospermopsis S.Moore
- Glaphyria Jack